# Gedanken auf den Alpen
Gedanken auf den Alpen (Pensieri dalle Alpi) op. 172, è un valzer di Johann Strauss (figlio).

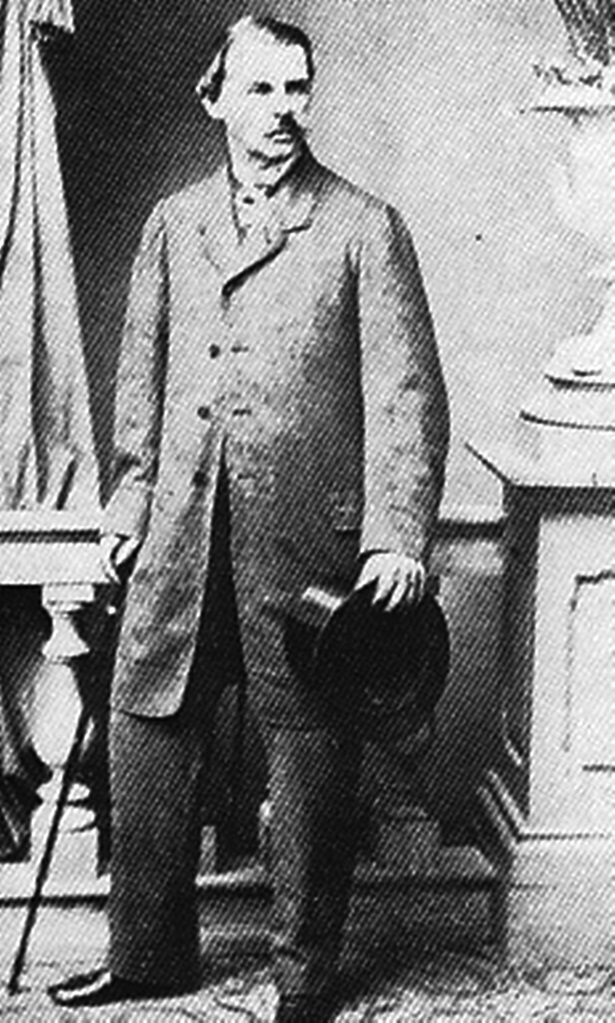
Massimiliano Giuseppe, duca in Baviera.

All'inizio dell'agosto 1855 Johann Strauss, su consiglio dei suoi medici, trascorse un periodo di riposo nella località termale di Bad Gastein, a sud di Salisburgo. Insieme con il suo servo, Johann soggiornò presso l'Hotel Straubinger (da poco costruito) per circa sei settimane, per poi tornare a Vienna verso la fine di settembre.
Di ritorno dalla località termale, Strauss portò con sé un nuovo valzer, Gedanken auf den Alpen, che aveva composto a Bad Gastein e che eseguì per la prima volta in occasione del ballo che si tenne al caffè Sperl il 15 ottobre 1855 in occasione di un grande festa per Santa Theresia.
Strauss dedicò il suo valzer al padre dell'imperatrice Elisabetta, il duca Massimiliano Giuseppe in Baviera (1808-88), grande appassionato di musica.